# Chańkow
Chańkow (ros. Ханьков) – chutor w Rosji, w Kraju Krasnodarskim, w rejonie sławiańskim. W 2010 liczył 1415 mieszkańców.